# 드보쿨뢰르 윤곽
드보쿨뢰르 윤곽(de Vaucouleurs profile)이란 타원은하의 중심에서 겉보기거리 {\displaystyle R}에 대한 함수로 표면밝기 {\displaystyle I}를 기술한 것이다. 드보쿨뢰르의 법칙(de Vaucouleurs' law)이라고도 하며, 프랑스 천문학자 제라르 드보쿨뢰르의 이름이 붙었다.
{\displaystyle \ln I(R)=\ln I_{0}-kR^{1/4}.}
Re을 선 내부의 광도가 전체의 절반이 되는 등광도선의 반지름으로 정의하면(i.e. Re 내부의 밝기를 다 합치면 은하 전체의 절반이 된다), 드보쿨뢰르 윤곽은 다음과 같이 쓸 수 있다.
{\displaystyle \ln I(R)=\ln I_{e}+7.669\left[1-\left({\frac {R}{R_{e}}}\right)^{1/4}\right]}
또는
{\displaystyle I(R)=I_{e}e^{-7.669\left[({\frac {R}{R_{e}}})^{1/4}-1\right]}}
이때 Ie는 Re에서의 표면밝기이다.
{\displaystyle \int _{0}^{R_{e}}I(R)rdr={\frac {1}{2}}\int _{0}^{\infty }I(R)rdr.}
드보쿨뢰르 윤곽은 서직 윤곽의 특수한 경우로, 서직 윤곽 식에 서직 지수 n=4를 대입하면 드보쿨뢰르 윤곽이 된다.